# Rödnäbbad tropikfågel
Rödnäbbad tropikfågel (Phaethon aethereus) är en fågel i familjen och ordningen tropikfåglar.

## Utseende
Tropikfåglar är säregna huvudsakligen havslevande tärnliknande fåglar som precis som namnet avslöjar trivs i subtropiska och subtropiska områden. De tre arterna är huvudsakligen vita, har förlängda stjärtfjädrar och fötter placerade så långt bak på kroppen att de inte kan gå på land.
Rödnäbbad tropikfågel är 45–50 centimeter lång, därtill ytterligare 45 centimeter förlängda stjärtfjädrar. Den har svarta yttre handpennor, svart ögonstreck, gråsvartvattrad rygg och lysande röd näbb. Ungfågeln saknar stjärtspröten, näbben är svartspetsat gulbrun och stjärten har ett svart ändband.

## Läte
Rödnäbbad tropikfågel är vanligen tystlåten, utom vid häckningskolonierna där grupper om två till 20 fåglar kan ses cirkla över havet och yttra ljudliga, hårda och tärnlika "kreeeee-kreeeee-kri-kri-kri-kri...". Dunungar som störs vid boet avger ett mycket ljudligt och genomträngande raspigt skri.
Fågelns läte sägs av sjömän likna en båtsmanspipa och dess stjärtfjädrar märlspikar. Därför har fågeln bland sjöfolk getts namnet boatswain bird eller bosun bird på engelska, vilket betyder just båtsmansfågel.

## Utbredning och systematik
Rödnäbbad tropikfågel häckar på mindre öar subtropiska och tropiska vatten. Utanför häckningstiden sprider de sig till närliggande havsområden. Den delas in i tre underarter med följande utbredning:
- Phaethon aethereus mesonauta – subtropiska och tropiska östra Stilla havet, i Västindien och östra Atlanten
- Phaethon aethereus aethereus - häckar på öarna Fernando de Noronha, Ascension och Saint Helena i södra Atlanten
- Phaethon aethereus indicus - förekommer i Röda havet, Persiska viken och Adenviken

### Rödnäbbad tropikfågel i Europa
Fågeln är en mycket sällsynt gäst i Europa med sex fynd i Storbritannien, två i Portugal och ett vardera i Nederländerna och Frankrike. Arten har även observerats i Azorerna och i Kanarieöarna. 2013 häckade ett par framgångsrikt på Lanzarote och 2016 upptäcktes en koloni med åtta eller nio par på Hierro.

## Ekologi och beteende
Rödnäbbad tropikfågel flyger på rätt hög höjd som en kentsk tärna med mekaniska och lugna vingslag, ibland med korta glid. Den ryttlar gärna innan den dyker efter småfisk, framför allt flygfisk, men också bläckfisk. Häckningstiden varierar, på vissa ställen säsongsvis medan mer eller mindre året runt på andra. Den häckar i lösa kolonier i klippskrevor eller på marken på små avslägsna öar, gärna på klippor där det är lättare för fågeln att lyfta. Den flyttar inte i egentlig mening, men vissa individer kan sprida sig långa sträckor ute till havs.

## Status och hot
Världspopulationen är relativt liten och uppskattas till mellan 5 000 och 20 000 individer. Den bedöms också minska i antal, dock inte tillräckligt kraftigt för att den ska betraktas som hotad. IUCN kategoriserar därför arten som livskraftig (LC).

## Bilder

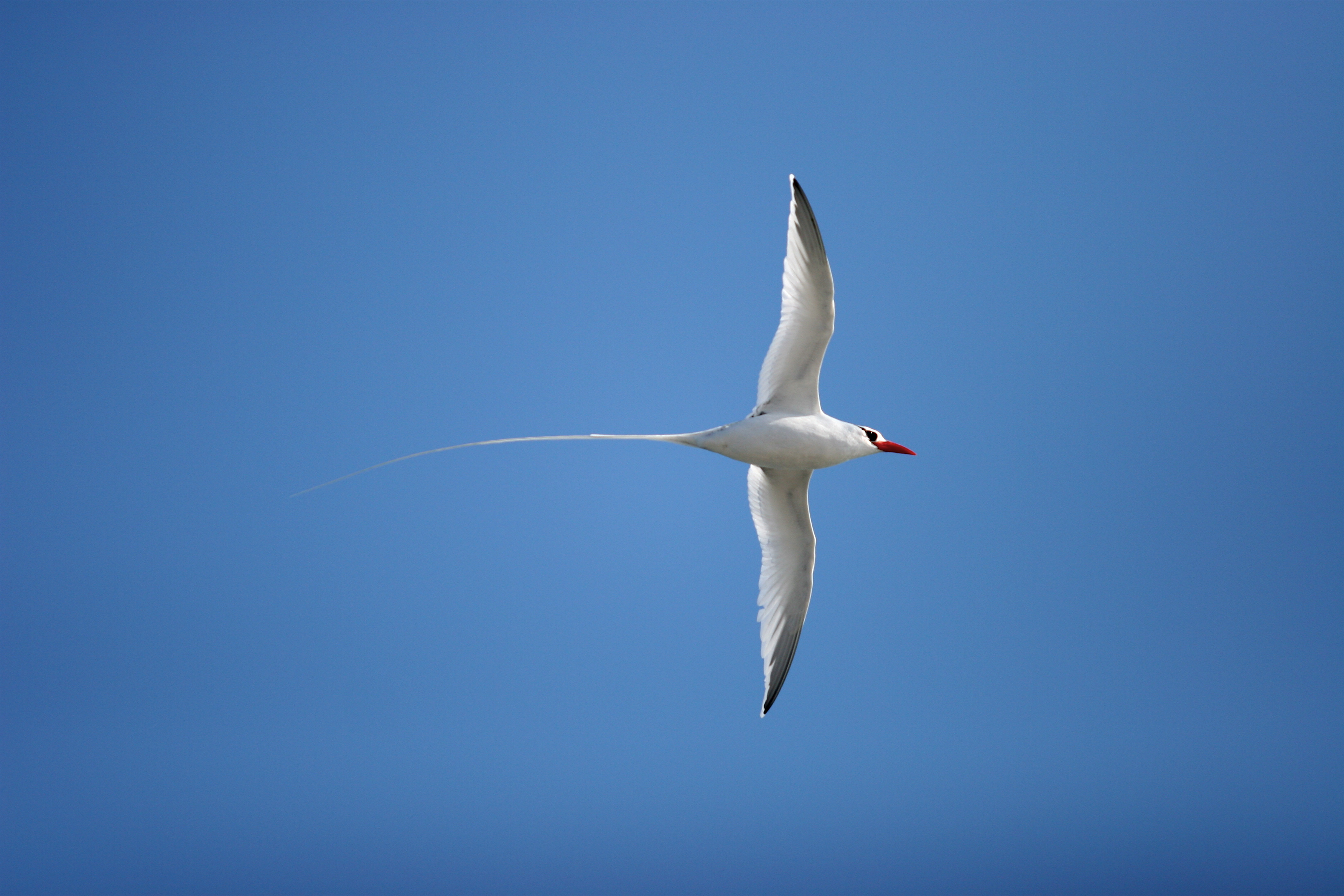
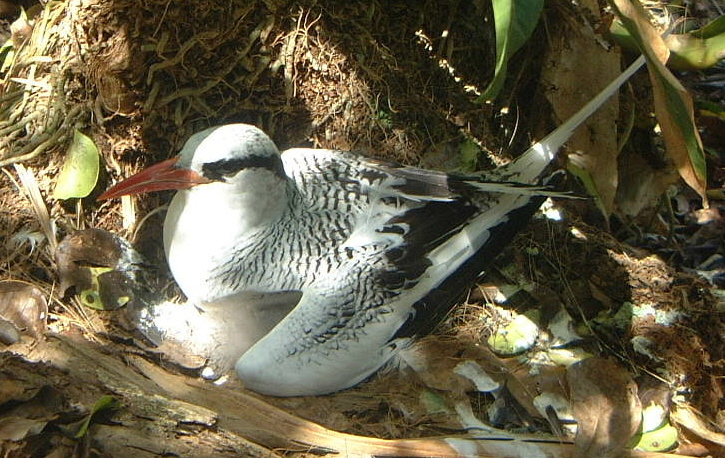
Häckande
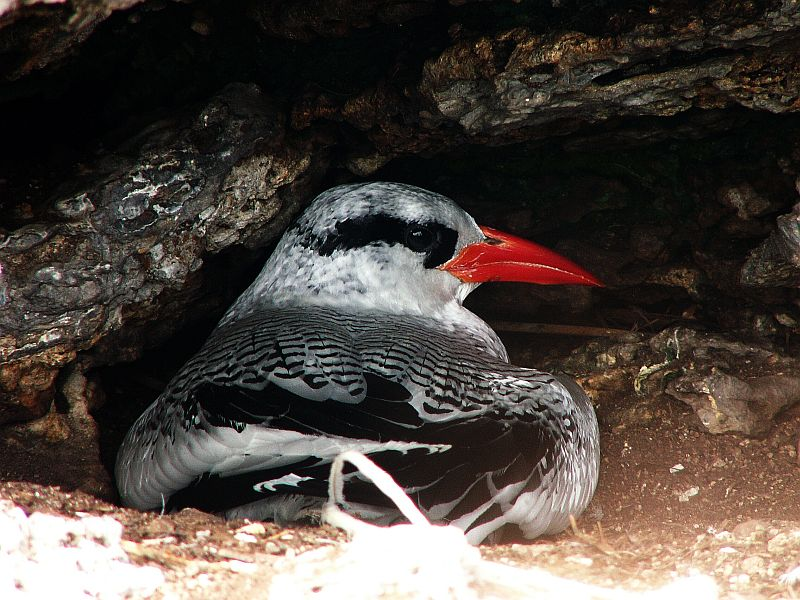
Häckande
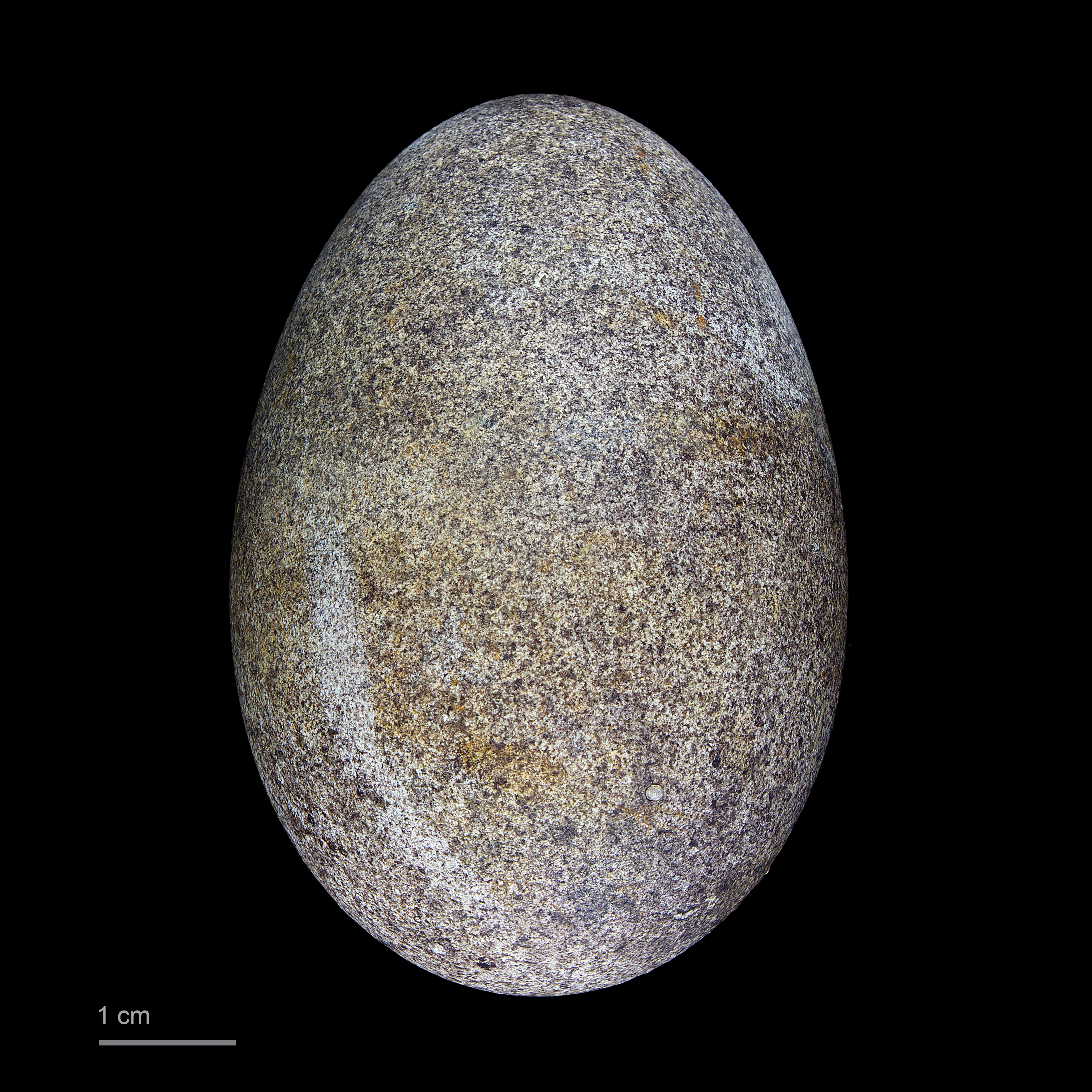
Ägg från rödnäbbad tropikfågel.